# Chi Shangbin
Chi Shangbin (en chino tradicional: 遲尚斌; en chino simplificado: 迟尚斌; pinyin: Chí Shàngbīn; Dalian, Liaoning, 19 de septiembre de 1949 – Dalian, Liaoning, 6 de marzo de 2021) fue un futbolista y entrenador chino que jugaba en la posición de centrocampista.

## Carrera

### Club
Jugó toda su carrera con el Liaoning FC de 1969 a 1982, con el que fue campeón nacional en 1978.

### Selección nacional
Debutó con China en 1974, y formó parte de la Copa Asiática en 1976 y 1980, también en los Juegos Asiáticos de 1974, 1978 y 1982, año en el que se retiraría de la selección nacional.

### Entrenador
| Periodo   | Club               |
| --------- | ------------------ |
| 1995–1997 | Dalian Wanda       |
| 1998      | Sichuan Quanxing   |
| 1999–2000 | Xiamen Yuanhua     |
| 2003      | Henan Construction |
| 2004      | Jiangsu Sainty     |
| 2005      | Shenzhen Jianlibao |
| 2009–2010 | Dalian Aerbin      |

## Vida personal
Luego de ser gerente general del Dalian Aerbin de 2013 a 2015, se enfocaría en entrenar equipos juveniles. Moriría de un infarto agudo de miocardio el 6 de marzo de 2021. El presidente de la FIFA Gianni Infantino le rindío un homenaje.

## Logros

### Jugador
Liaoning Team
- Primera División de China: 1978[20]

### Entrenador
Dalian Wanda
- Chinese Jia-A League: 1996,[7] 1997

Xiamen Yuanhua
- Chinese Jia-B League: 1999

Dalian Aerbin
- China League Two: 2010[21]

### Individual
- Entrenador asiático del mes: marzo 1997,[22] Diciembre 1997[23]